# Tomituka eumilli
Tomituka eumilli is een vlokreeftensoort uit de familie van de Platyischnopidae. De wetenschappelijke naam van de soort is voor het eerst geldig gepubliceerd in 2009 door Hughes.